# Волфганг Зигмунд фон Глайхен-Бланкенхайн
Волфганг Зигмунд фон Глайхен-Бланкенхайн (на немски: Wolfgang Siegmund von Gleichen-Blankenhain; † 28 септември 1554) е граф на Глайхен.

## Произход
Той е син на граф Лудвиг II фон Глайхен-Бланкенхайн-Кранихфелд († 1522) и съпругата му Магдалена Ройс фон Плауен († 1521), дъщеря на Хайнрих IX/XIII 'Средни', фогт фон Ройс фон Плауен († 1526/1539) и Катарина фон Глайхен († сл. 1509) или Магдалена фон Шварценберг († 1485). Брат е на Карл III фон Глайхен-Бланкенхайн († 1599), граф на Глайхен-Кранихфелд-Бланкенхайн, Кристоф († 1515) и Лудвиг III фон Глайхен-Бланкенхайн († 1586), граф на Глайхен-Бланкенхайн.
Волфганг Зигмунд фон Глайхен умира на 28 септември 1554 г. и е погребан в Бланкенхайн.

## Фамилия
Волфганг Зигмунд се жени през 1552 г. за графиня Доротея фон Мансфелд († 1560), вдовица на Ханс Шенк фон Таутенбург († сл. 16 август 1551), дъщеря на граф Гебхард VII фон Мансфелд-Мителорт (1478 – 1558) и графиня Маргарета фон Глайхен-Бланкенхайн († 1557), дъщеря на граф Карл I фон Глайхен-Бланкенхайн (1460 – 1495) и графиня Фелицитас фон Байхлинген (1468 – 1500). Те имат един син:
- Гебхард II фон Глайхен-Бланкенхайн (* 1552; † ок. 1575), неженен

Вдовицата му Доротея фон Мансфелд се омъжва трети път през април 1559 г. за бургграф Зигмунд II фон Кирхберг, господар на Фарнрода (1531 – 1570).